# Wyszki (Grande-Pologne)
Pour les articles homonymes, voir Wyszki.
Wyszki (prononciation : [ˈvɨʂki]) est un village polonais de la gmina de Kotlin dans le powiat de Jarocin de la voïvodie de Grande-Pologne dans le centre-ouest de la Pologne.
Il se situe à environ 6 kilomètres au nord-ouest de Kotlin (siège de la gmina), à 8 kilomètres à l'est de Jarocin (siège du powiat) et à 69 kilomètres au sud-est de Poznań (capitale non régionale).

## Histoire
De 1975 à 1998, le village faisait partie du territoire de la voïvodie de Kalisz.

Depuis 1999, Wyszki est situé dans la voïvodie de Grande-Pologne.